# Halobates ruffoi
Halobates ruffoi Andersen, 1994 è un insetto fossile della famiglia Gerridae, ritrovato nel deposito di Pesciara di Bolca, in provincia di Verona.
Vissuto sino all'Eocene nel mar Mediterraneo, è andato incontro ad estinzione in seguito ai cambiamenti climatici verificatisi durante il Terziario e il Quaternario.